# Chaetosphaeria chalaroides
Chaetosphaeria chalaroides är en svampart som beskrevs av Hol.-Jech. 1984. Chaetosphaeria chalaroides ingår i släktet Chaetosphaeria och familjen Chaetosphaeriaceae.   Inga underarter finns listade i Catalogue of Life.